# バラスト軌道
バラスト軌道（バラストきどう）は、鉄道の線路あるいは軌道において路盤の上の道床に砕石や砂利などのバラストを敷き、バラストの上部に枕木を並べてその上にレールを敷設する道床である。

## 概要
バラスト軌道は鉄道の黎明期から使われ、バラストは列車からレール・枕木を介してかかる荷重を広く分散して路盤に伝え、列車の左右動、温度によるレールの伸縮による枕木の移動を防ぎ、列車の走行により発生する振動エネルギーを吸収する。また、雨水の排水が容易であり、雑草の生育を防止する。
バラストに使用される砕石は、花崗岩・けい岩・安山岩などの堅く靭性に富んだ石を砕石機により15-70ミリメートル程度に破砕したものが使用されており、支持力・抵抗力が大きく、排水も良好である。これは、砕石の大粒径の比率が多いと、空隙が増えてバラストの沈下に対する抵抗が減り、砕石の小粒径の比率が多いと、バラストの砕石の粒子化防止には好ましくないためである。バラストに使用される砂利は、山や川の天然産のものをふるい分けて、所定の粒度の範囲内にしたものを使用されており、比較的入手し易いものは丸い石が多くて支持力が劣るため、列車の本数が少ない線区や側線に使用される。
バラストは、枕木の下面から路盤表面までの道床の厚さを線路の規格によって150-250ミリメートルとしており、軌道延長1キロメートルにつき約1000-2000立方メートル（約1500-3000トン）が必要である。また、バラストは長年の列車の走行による繰り返し荷重により、バラストの砕石が摩耗微粒子化して路盤に沈んでいき、土砂の混入も発生して排水不良となり、固化により弾性が低下するため、バラストのふるい分けや更新の作業を必要とする。また、列車の走行に伴う軌道狂い（レールの水平や左右などの変化）が発生するため、整正が必要となるが、重軌条・ロングレール・PC枕木の採用により少なくなっている。その他にも、建設費が安いことから、世界的に採用されている。

## 歴史
鉄道において使用されるようになったのは、イギリス・ニューカッスル周辺からであった。船でニューカッスルから石炭を搬出していたが、再びニューカッスルに戻る際に捨て荷（バラスト）として砂利が積まれていた。その砂利を再利用し、軌道下に敷いて路盤を強化したことに始まる。
ミリメートル単位の正確さが要求される保線作業のしやすさや経済性からスラブ軌道などの採用例が増えつつある。

## 長所
枕木からの荷重を効率よく分散させ路盤に伝えるので低振動・低騒音であり乗り心地がよいこと、排水性が良いこと、建設費が安いこと等の長所が多い。
関西国際空港連絡橋の前後区間のように、埋め立て地に不等沈下が生じた際にスラブ軌道では修正が困難であることから、あえてバラスト軌道を採用したケースもある。

## 短所
1. 強度が低く変位（変形）を生じやすいため高速鉄道には不向きで、保守管理に手間がかかる。特に、軌道狂いの整正やバラストのふるい分けや更新の作業は人手を要するため、列車本数が多い線区では作業時間が取り難くなっている。
2. 高速で走行する列車同士がすれ違う時に風圧によってバラストが巻き上げられたり、積雪の多い地域では冬期間に高速運転すると車両から剥落した氷雪塊が砂利を跳ね上げられるなどして、車体が破損することがある。
3. 積雪地帯では、春先の急速な融雪の影響で、路盤が大量の水を含んで軟弱化し、軌道全体の緩みが著しくなる。

というような欠点がある。
1.の例として、JR東海の東海道新幹線においては、建設当時、スラブ軌道とバラスト軌道のどちらにするかで論争となったが、建設当時は21世紀の現代と比べコンクリート軌道は技術的に発展途上だったため、信頼性の観点から従来どおりのバラスト軌道にした結果、保守に非常に手間がかかり、後年まで禍根を残す結果となった。しかし、その後は保線機械や検測車の改良が進んだことから、保守の容易さ、騒音低減の見地から見直され、2004年に部分開業したJR九州の九州新幹線においては一部で再び採用されている。
2.の例として、イタリアのフレッチャロッサでは400キロメートル毎時 (km/h) 走行が可能な曲線半径や勾配で整備されたものの、バラスト軌道で整備されたため、300 km/hを超えるような速度で列車がすれ違うとバラストが巻き上げられ車体が破損するという問題が発生した。これに対処するため、2020年現在営業最高速度は300 km/hに抑えられている。
JR北海道の石勝線においては、運行時間短縮を目的に枕木のコンクリート化を始めとする線路改良を施し、1997年に振り子式車両を投入すると、冬期間にバラストを巻き上げて、先述のような車両の窓を割る事故がたびたび出るようになった。このため、冬期間については減速運転を実施しており、10 - 20分程度の遅れが生じることがある。車両側ではほとんどの窓ガラスの外側に透明なポリカーボネート板を貼り、バラスト飛散対策としている。
3.の例として、JR北海道の函館本線・室蘭本線では、2012年に、冬季の大雪と春先の急速な融雪の影響などで、路盤やバラストが水分を大量に吸収して緩み、この影響で軌道が歪み、トンネルの出入口付近などで、主に特急列車で揺れが激しくなるなどの影響が出ている。同社はマルチプルタイタンパーなどを用いて軌道状態を改善する方針だが、この影響で線路補修費が前年度の2011年度の約2倍に達する結果となっている。ただし、これは「路盤ごと」水で緩む事象であり、冒頭の記述のように軌道本体は大変水はけがよいこと、バラスト軌道であり、冬季間を通じて大量の散水と雪解け水を受ける越後湯沢駅ではこのような事態が生じないことに注意して検討する必要がある。同様に散水を実施する区間でありながら、散水量に制限を受ける東海道新幹線の関ヶ原一帯は盛土区間、越後湯沢駅周辺はコンクリート製の高架橋である。

## その他
- バラストが投石の材料調達先として悪用されることがある。1960年代に学生運動が激化した際には、投石の材料調達先としてバラスト軌道が利用されたことがある[3]。また、阪堺電気軌道新今宮駅前停留所（旧・南霞町停留所）付近においては、近隣の釜ヶ崎でしばしば暴動が発生しており、1990年の第22次西成暴動においては当停留所も襲撃対象として投石や放火の被害を受けたことから、周辺の軌道にはバラストを敷設していなかった。